# Forma mentis (album)
Forma mentis è un album del cantautore italiano Umberto Maria Giardini pubblicato il 22 febbraio 2019 da Ala Bianca Records su cd e vinile.

## Tracce
1. La tua conchiglia – 4:45
2. Luce – 5:14
3. Pleiadi in un cielo perfetto – 4:09
4. Argo – 3:37
5. Materia nera – 5:43
6. Di fiori e di burro – 4:02
7. Le colpe dell'adolescenza – 3:34
8. I miei panni sporchi – 5:12
9. Tenebra – 3:38
10. Vortice cremisi – 2:04
11. Pronuncia il mio nome – 4:19
12. Forma mentis – 6:57